# Леховско училище
Леховското училище (на гръцки: Σχολή Λεχόβου) е историческа сграда в леринското село Лехово, Гърция.
Училището е разположено до църквата „Свети Димитър“. В 2002 година сградата заедно с Леховската чешма и камбанарията на църквата е обявена за защитен паметник.